# دومدوم شمالی
شهر دومدوم شمالی (به انگلیسی: North Dumdum) با جمعیت ۲۵۱٫۱۷۵ نفر در ایالت بنگال غربی در کشور هند واقع شده‌است.